# مغامرات بينوكيو (مسلسل قصير)
مغامرات بينوكيو هو مسلسل قصير ايطالي من خمس حلقات من إخراج لويجي كومنشيني، عرض عام 1972. مقتبس من رواية كارلو كولودي التي تحمل نفس الاسم. لاقى المسلسل نجاحًا نقديًا كبيرًا، وحصد في المتوسط على 21 مليون ونصف مشاهدة خلال بثه الأول. بجمع كل الحلقات يصبح مدته 280 دقيقة.
نسخة مطولة من المسلسل بمدة عرض 320 دقيقة مقسمة على ستة حلقات، عرضت في فرنسا عام 1972. ونسخة سينمائية بطول 135 دقيقة عرضت في دور السينما في إيطاليا عام 1972. ولاحقا بباقي الدول.

## روابط خارجية
- مغامرات بينوكيو على موقع IMDb (الإنجليزية)
- مغامرات بينوكيو على موقع نتفليكس (الإنجليزية)
- مغامرات بينوكيو على موقع ألو سيني (الفرنسية)
- مغامرات بينوكيو على موقع Turner Classic Movies (الإنجليزية)
- مغامرات بينوكيو على موقع أول موفي (الإنجليزية)
- مغامرات بينوكيو على موقع فيلمافينيتي (الإسبانية)
- مغامرات بينوكيو على موقع قاعدة بيانات الفيلم (الإنجليزية)
- مغامرات بينوكيو على موقع ليتربوكسد (الإنجليزية)
- مغامرات بينوكيو على موقع كينوبويسك (الروسية)
- مغامرات بينوكيو على موقع ألو سيني (الفرنسية)